# Commerce (Georgia)
Commerce – miasto w Stanach Zjednoczonych, w stanie Georgia, w hrabstwie Jackson.